# Haematopota lunulata
Haematopota lunulata är en tvåvingeart som beskrevs av Macquart 1848. Haematopota lunulata ingår i släktet Haematopota och familjen bromsar. Inga underarter finns listade i Catalogue of Life.